# Friedrich Wurmböck
Friedrich Wurmböck, avstrijski rokometaš, * 2. avgust 1903, † 26. november 1987.
Leta 1936 je na poletnih olimpijskih igrah v Berlinu v sestavi avstrijske rokometne reprezentance osvojil srebrno olimpijsko medaljo.